# Кучеренко Ілля Корнійович
Ілля Корнійович Кучер́енко (нар.12 вересня 1923, с. Нова Оржиця, тепер Згурівського району Київської області — пом.31 грудня 2007, Київ) — український мовознавець і педагог, доктор філологічних наук (1968), професор (1969). Автор близько 100 наукових праць і теоретик у галузі граматики української мови. Розробив оригінальну концепцію частин мови.

## Біографія
Після закінчення Новооржицької середньої школи (1941), був призваний до лав Червоної армії, зарахований курсантом Харківської авіашколи. Учасник Другої світової війни, має бойові нагороди. Випускник відділення логіки, психології та української мови філологічного факультету Київського держуніверситету ім. Т. Шевченка (1952). Відтоді викладав у ньому: з 1957 — доцент, у 1969—1996 — професор, у 1966—1986 — завідувач кафедри української мови філологічного факультету. Захистив дисертації: кандидатську «Порівняльні конструкції в світлі граматики» (1957) і докторську «Теоретичні питання граматики української мови» (1967). Засновник і багаторічний редактор міжвідомчого наукового збірника «Українське мовознавство» (з 1973 р.).

## Науковий доробок
Запропонував оригінальну класифікацію частин мови. На тій підставі, що в дієприкметнику переважають прикметникові ознаки, вважав його не окремою частиною мови, а віддієслівним відносним прикметником. Займенник не визнавав окремою частиною мови. Попри традиційну думку, що службові слова мають лише граматичне значення, яке виражає різні синтаксичні відношення між словами, переконливо довів, що службові слова мають як граматичне, так і лексичне значення. Прийменник розглядав як самостійне слово зі статусом частини мови, що належить до прислівників узагальненого значення.
Основні праці
Окремі видання
- Граматичні значення і граматичні категорії в українській мові. — К.: Вид-во Київ. ун-ту, 1959. — 59 с.
- Порівняльні конструкції мови в світлі граматики. — К.: Вид-во Київ. ун-ту, 1959. — 105 с.
- Категорія відмінка в сучасній українській мові. — Львів: Вид-во Львів, ун-ту, 1961. — 52 с.
- Теоретичні питання граматики української мови: Морфологія. — Ч. 1. — К.: Вид-во Київ. ун-ту, 1961. — 172 с.
- Теоретичні питання граматики української мови: Морфологія. — Ч. 2. — К.: Вид-во Київ. ун-ту, 1964. — 160 с.
- Актуальні проблеми граматики / Упор. З. Терлак. — Львів: Світ, 2003. — 228 с.
- Теоретичні питання граматики української мови: Морфологія. — 2-ге вид. — Вінниця: Поділля, 2003. — 464 с.

Статті
- Граматична характеристика дієприкметника і його місце в системі частин мови // Мовознавство. — 1967. — № 4. — С. 12–20.
- Лексичне значення прийменника // Мовознавство. — 1973. — № 3. — С.12–23.
- Складнопідрядні речення з кількома підрядними // Українська мова і література в школі. — 1973. — № 5. — С. 30–39.
- Об'єкт і предмет синтаксису // Українське мовознавство. — К., 1973. — Вип 1. — С. 28–34.
- Логіко-граматична природа речень з узагальнюючими словами при однорідних членах // Мовознавство. — 1977. — № 6. — С. 3-12.
- Лінгвістичну підготовку філолога — на вищий рівень // Українське мовознавство. — К., 1978. — Вип. 6. — С. 3–8.
- Граматика живого слова // Українське мовознавство. — К., 1980. — Вип. 8. — С. 3–15.
- Фразеологізм як об'єкт синтаксису // Українське мовознавство. — К., 1982. — Вип. 10. — С. 9–15.
- За високу якість мовознавчих посібників // Українське мовознавство. — К., 1985. — Вип. 13. — С. 3–9.
- Семантична основа ад'єктивних слів // Українське мовознавство. — К., 1987. — Вип. 14. — С. 51–60.
- Істинність як риса граматичних знань // Українське мовознавство. — К., 1989. — Вип. 16. — С. 13–22.

## Вислови про нього
Лариса Масенко:
|  | Мені пощастило, що він вів у нас українську мову від самого початку – він все викладав: лексику, морфологію, синтаксис та стилістику… Він читав банальний курс з морфології, а потім казав: «Відкладіть конспекти, я вам зараз розкажу, що займенник – це не частина мови!». Головне, що він привчав нас не вірити тому, що написано. Бувають викладачі, які кажуть, що те, що написано в підручнику – то істина в останній інстанції, а він нас привчив критично дивитися на ту ж граматику, а це означає критично дивитися й на інші речі |

## Відзнаки й нагороди
- Медаль «За відвагу».
- Орден Вітчизняної війни І ступеня.
- Орден Слави ІІІ ст.
- Відзнака Мінвузу СРСР «За відмінні успіхи в роботі».
- Медаль А. С. Макаренка Міносвіти України (1988).